# Stephenson 2-18
Stephenson 2-18 ist ein Roter Überriese, der zu den größten bekannten Sternen zählt. Er befindet sich im Sternhaufen Stephenson 2 in etwa 20.000 Lichtjahren Entfernung im Sternbild Schild in der Nähe des Himmelsäquators. Sein Radius wird auf das 2158-Fache des Radius der Sonne geschätzt, was etwas größer als die große Halbachse der Saturn-Umlaufbahn ist, und besitzt ein 10-milliardenfach größeres Volumen als die Sonne.